# Thomas Brothers TA
Thomas Brothers TA – drugi samolot zaprojektowany i zbudowany w zakładach Thomas Brothers Company w 1910 jako rozwinięcie pierwszego powstałego samolotu Biplane. Model TA był bardzo udaną konstrukcją, która ustanowiła kilka rekordów lotniczych, w późniejszym czasie model TA został przebudowany na wodnosamolot.

## Tło historyczne
W 1910 William T. Thomas pracując w stodole w Hammondsport zbudował swój pierwszy samolot znany po prostu jako Biplane. Później w 1910 założona przez niego i jego brata Olivera Thomasa firma Thomas Brothers Company przeniosła się do Bath, gdzie bracia kontynuowali prace nad nowymi samolotami. Drugim samolotem zaprojektowanym i zbudowanym przez nich był model TA będący udoskonaloną wersją Biplane'a.

## Opis konstrukcji
Thomas Brothers TA był dwupłatowym samolotem z silnikiem w konfiguracji pchającej. Samolot mógł przewozić do trzech osób (łącznie z pilotem). W pierwszej wersji, ukończonej w 1910, miał on nietypowe, czterokołowe podwozie w późniejszym czasie zamienione na pływaki, z powodu zwiększonej masy jako wodnosamolot mógł przewozić tylko jednego pasażera.
Napęd samolotu stanowił sześciocylindrowy 50-konny silnik lotniczy produkowany przez mieszczącą się także w Bath firmę Kirkham Motor and Manufacturing Company.

## Historia

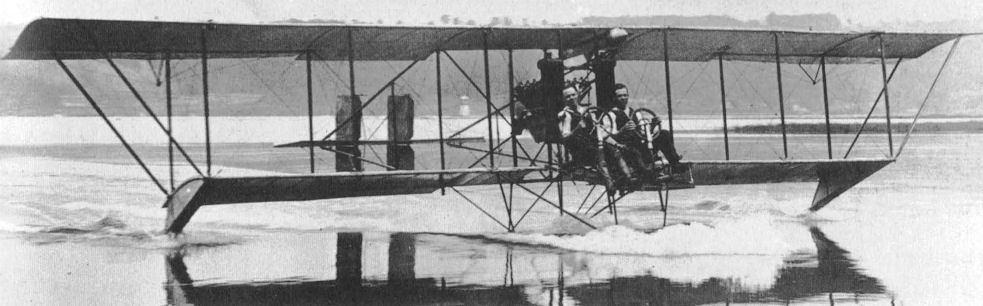
Model TA przebudowany jako wodnosamolot

Samolot został wybudowany w 1910, a 1911 został on przebudowany czasowo na wodnosamolot poprzez zamianę podwozia kołowego na dwa pływaki. W tej wersji samolot był wyposażony w podwójny system sterowy.
W 1912 samolot otrzymał silnik o większej mocy - 65-konny Kirkham. W tej wersji ustanowił amerykański rekord długości lotu utrzymując się w powietrzu przez 3 godziny i 51 minut, za jego sterami zasiadał główny oblatywacz Thomas Brothers - Walter E. Johnson. Samolot był wykorzystywany w szkole lotniczej założonej przez braci Thomas, brał także udział w wielu wystawach i konkursach stanowiąc dodatkowe źródło dochodu dla Thomas Brothers. Wygrał on szereg różnych wyścigów, między innymi 25-milowy rajd zorganizowany w ramach Syracuse State Fair w 1912 za co otrzymał nagrodę w wysokości 1000 ówczesnych dolarów.
W późniejszym czasie bazując na modelu TA wybudowano jeszcze (lub przebudowano model TA) mniej udany samolot znany jako Thomas Brothers TA Tractor w konfiguracji z silnikiem ciągnącym, rozwinięciem konstrukcji był Model E wybudowany w 1913 w dwunastu egzemplarzach.